# Hanns Klemm

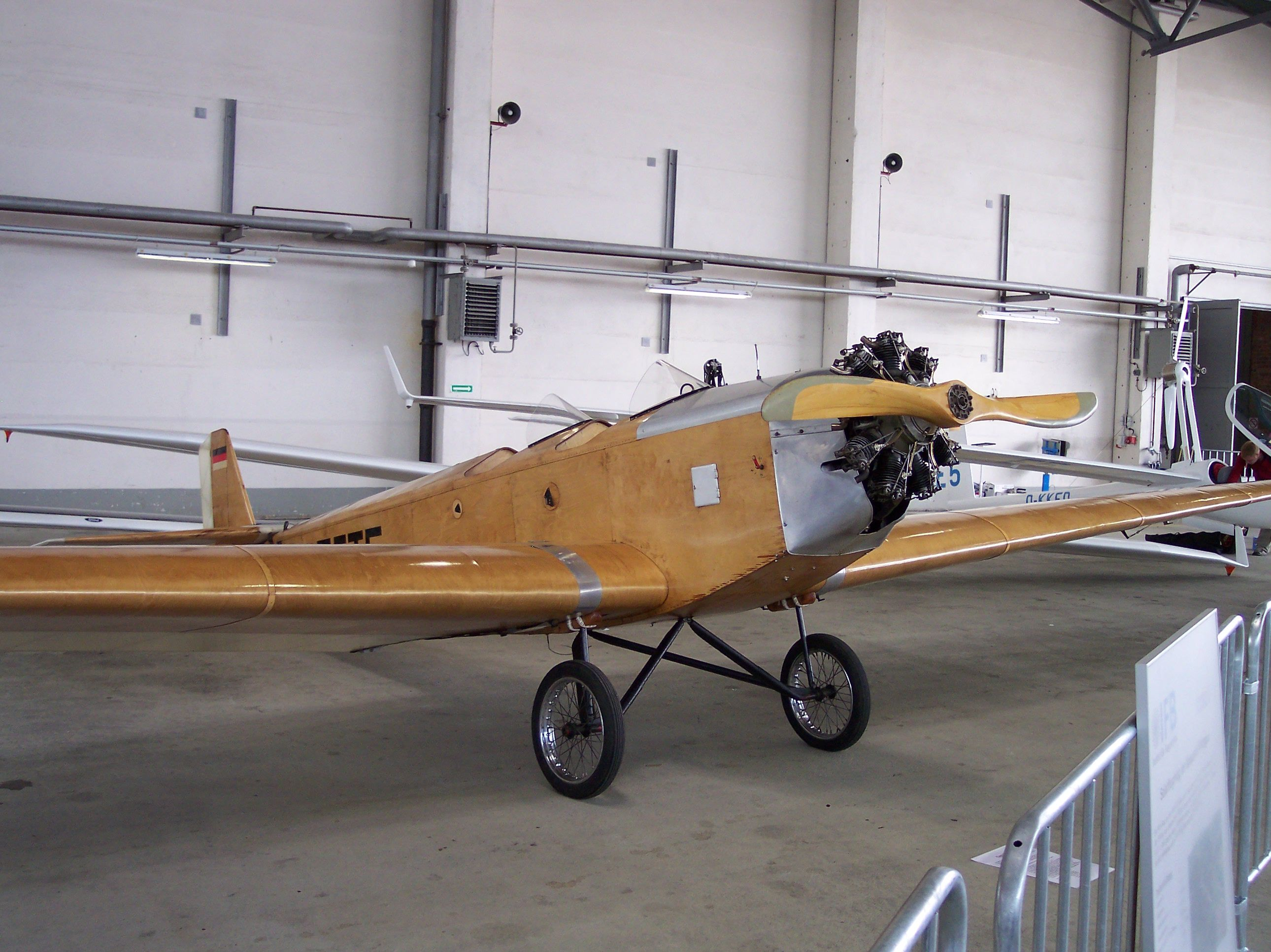
Klemm 25

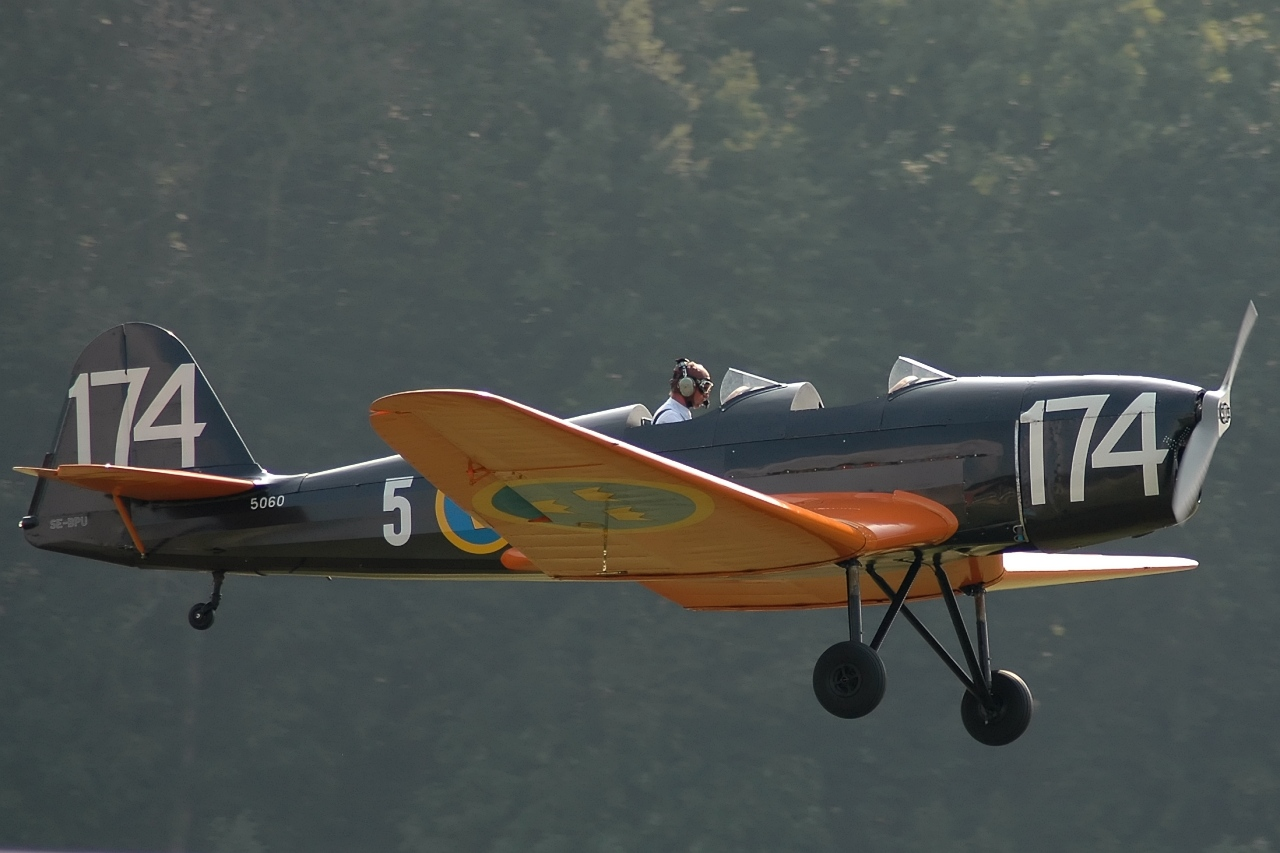
Klemm 35

Hanns Klemm född 4 april 1885 i Stuttgart, död 30 april 1961 i Fischbachbau, Landkreis Miesbach, var en tysk ingenjör och flygplanskonstruktör.
Klemm började arbeta vid luftskeppsfabriken Zeppelin 1917, han kom därefter att arbeta som assistent till Ernst Heinkel vid Hansa Brandenburgischen Flugzeugwerke. 1926 startade han sitt eget företag Hanns Klemm Flugzeugbau i Böblingen. Hans första egna konstruktion var L 25, ett lågvingat monoplan som flög första gången 1927. Hans mest kända konstruktion är den civila KL 35 från 1935 som kom att användas av ett flertal flygvapen som skolflygplan.
AB Flygplan grundades i juli 1938 av Sölve Skerving Wester som blev generalagent för den tyska Klemmfabriken i Sverige.